# Walther Lammers
Walther Lammers (* 25. Januar 1914 in Neumünster; † 6. Juni 1990 in Bad Homburg vor der Höhe) war ein deutscher Historiker.
Walther Lammers, Sohn des Tuchmachers Heinrich Lammers, legte 1932 sein Abitur an der Holstenschule in Neumünster ab. Er war evangelischer Konfession. Von 1932 bis 1937 studierte er Philosophie und Theologie, Geschichte und Germanistik an der Universität Kiel, wo er am 31. März 1937 promoviert wurde. Sein Staatsexamen legte er ein Jahr später ab. Zum 1. Mai 1937 war er der NSDAP beigetreten (Mitgliedsnummer 5.236.757). Im Zweiten Weltkrieg war er als Soldat und Offizier in der Wehrmacht tätig. Nach Entlassung aus amerikanischer Gefangenschaft hatte er von 1947 bis 1951 eine Tutorenstelle an der Universität Hamburg inne. Seit 1948 übte er eine Lehrtätigkeit ebenfalls in Hamburg aus. Seine Habilitation erfolgte 1952 in Hamburg. Lammers war von 1952 bis 1959 Privatdozent für Mittlere und neuere Geschichte. Von 1959 bis 1965 lehrte er am Historischen Seminar als außerplanmäßiger Professor für mittlere und neuere Geschichte. Anschließend war er von 1965 bis zu seiner Emeritierung im Jahre 1982 ordentlicher Professor für Mittlere und Neuere Geschichte an der Universität Frankfurt am Main. Lammers war 1968 Dekan der Philosophischen Fakultät der Universität Frankfurt am Main.
Lammers forschte zur mittelalterlichen Geschichte. Seine wissenschaftlichen Arbeitsschwerpunkte waren die Verfassungs- und Reichsgeschichte, die Militärgeschichte, die Historiographie, die Mentalitätsgeschichte, die Wissenschaftsgeschichte und die Geschichte Schleswig-Holsteins. Lammers war seit 1966 Mitglied des Konstanzer Arbeitskreises für mittelalterliche Geschichte. Zu seinen akademischen Schülern zählen Elsbet Orth, Joachim Ehlers und Frank Göttmann.
Walther Lammers heiratete 1951. Er hatte zwei Kinder.

## Schriften (Auswahl)
Monografien
- Das Hochmittelalter bis zur Schlacht von Bornhöved. Geschichte Schleswig-Holsteins. 1981.
- Weltgeschichte und Zeitgeschichte bei Otto von Freising. Helmut Beumann zum 65. Geburtstag gewidmet, 23.10.1977 (= Sitzungsberichte der Wissenschaftlichen Gesellschaft an der Johann-Wolfgang-Goethe-Universität Frankfurt am Main. Bd. 14, Nr. 3). Steiner, Wiesbaden 1977, ISBN 3-515-02613-4.
- Die Schlacht bei Hemmingstedt. Freies Bauerntum und Fürstenmacht im Nordseeraum. Eine Studie zur Sozial-, Verfassungs- und Wehrgeschichte des Spätmittelalters. Boyens, Heide in Holstein 1953 (3. Auflage. ebenda 1987, ISBN 3-8042-0264-0), (Zugleich: Hamburg, Universität, Habilitations-Schrift, 1953).
- Dramatische Wirklichkeit. Zur Ontologie eines mythischen Raumes. Plambeck, Neumünster 1937 (Kiel, Universität, phil. Dissertation vom 31. März 1937).

Aufsatzsammlung
- Vestigia Mediaevalia. Ausgewählte Aufsätze (= Frankfurter historische Abhandlungen. Bd. 19). Steiner, Wiesbaden 1979, ISBN 3-515-02828-5.

Herausgeberschaften
- „Fahrtberichte“ aus der Zeit des Deutsch-Sowjetischen Krieges 1941. Protokolle des Begleitoffiziers des kommandierenden Generals LIII. Armeekorps (= Deutsche Geschichtsquellen des 19. und 20. Jahrhunderts. Bd. 56). Boldt, Boppard am Rhein 1988, ISBN 3-7646-1876-0.
- Die Eingliederung der Sachsen in das Frankenreich (= Wege der Forschung. Bd. 185, ISSN 0509-9609). Wissenschaftliche Buchgesellschaft, Darmstadt 1970.
- Entstehung und Verfassung des Sachsenstammes (= Wege der Forschung. Bd. 50). Wissenschaftliche Buchgesellschaft, Darmstadt 1967.
- Geschichtsdenken und Geschichtsbild im Mittelalter. Ausgewählte Aufsätze und Arbeiten aus den Jahren 1933 bis 1959 (= Wege der Forschung. Bd. 21, ISSN 0509-9609). Wissenschaftliche Buchgesellschaft, Darmstadt 1961 (Unveränderter reprografischer Nachdruck. ebenda 1984, ISBN 3-534-00928-2).
- Otto Bischof von Freising: Chronik oder Die Geschichte der zwei Staaten. = Chronica sive Historia de duabus civitatibus (= Ausgewählte Quellen zur deutschen Geschichte des Mittelalters. Bd. 16, ISSN 0067-0650). Übersetzt von Adolf Schmidt. Wissenschaftliche Buchgesellschaft, Darmstadt 1960 (6., bibliografisch aktualisierte Auflage. ebenda 2011, ISBN 978-3-534-24667-0).